# Rhodamnia glauca
Rhodamnia glauca är en myrtenväxtart som beskrevs av Carl Ludwig von Blume. Rhodamnia glauca ingår i släktet Rhodamnia och familjen myrtenväxter. Inga underarter finns listade i Catalogue of Life.